# Mayaheros ericymba
Mayaheros ericymba је зракоперка из реда Perciformes и породице Cichlidae. 

## Распрострањење
Ареал врсте је ограничен на једну државу. Мексико је једино познато природно станиште врсте.

## Станиште
Станиште врсте су слатководна подручја. 

## Угроженост
Подаци о распрострањености ове врсте су недовољни.